# Plainoiseau
Plainoiseau – miejscowość i gmina we Francji, w regionie Burgundia-Franche-Comté, w departamencie Jura.
Według danych na rok 1990 gminę zamieszkiwało 461 osób, a gęstość zaludnienia wynosiła 86 osób/km² (wśród 1786 gmin Franche-Comté Plainoiseau plasuje się na 338. miejscu pod względem liczby ludności, natomiast pod względem powierzchni na miejscu 777.).